# 双环［2.2.2］辛烷
双环[2.2.2]辛烷是一种有机化合物，化学式为C8H14。它可由2-溴双环[2.2.2]辛烷和金属钠在叔丁醇和四氢呋喃中回流制得，副产物是双环[2.2.2]辛烯；1-溴双环[2.2.2]辛烷或1,4-二溴双环[2.2.2]辛烷的脱卤也能得到该化合物。在三氯化钌的催化下，它可以被高碘酸钠氧化，生成双环[2.2.2]辛酮。